# Лиса-строитель (мультфильм, 1950)
«Лиса-строитель» — советский рисованный мультфильм 1950 года, созданный по басне Крылова на студии «Союзмультфильм». Последний мультфильм Пантелеймона Сазонова, а также ремейк мультфильма 1936 года.

## Сюжет
Когда-то давно жил Лев, и было у него большое поместье с курятником, однако куры водились у него плохо. То сами куры пропадали, то их воровали. Лев поставил высокую деревянную ограду, что не понравилось Лисе, которая частенько воровала кур у Льва. На следующий день хитрая отправилась ко Льву, чтоб показать свой проект строительства ограды — в котором была запроектирована возможность пролезать через тайники в курятник. И вот, когда строительство завершилось, Лиса пробралась ночью в курятник. И, хотя некоторым курам удалось спастись, когда Лев начал погоню за Лисой, было уже слишком поздно. Мультфильм заканчивается фразой «Беда, коль ты и сам не знаешь, кому работу доверяешь».

## Создатели мультфильма
- Сценарий: Семён Нагорный
- Режиссёр: Пантелеймон Сазонов
- Художник: Сюзанна Бялковская
- Художники-мультипликаторы: Татьяна Фёдорова, Лидия Резцова, Михаил Ботов, Вадим Долгих, Игорь Подгорский, Юрий Прытков, Фёдор Хитрук
- Художники-декораторы: Ольга Геммерлинг, Ирина Светлица
- Оператор: Анатолий Великохатько
- Композитор: Иосиф Ковнер
- Звукооператор: Николай Прилуцкий
- Ассистент художника — Гражина Брашишките
- Ассистент режиссёра — Г. Бродская
- Роли озвучивали (в титрах не указан) - ?

## Переозвучка
- В 2001 году мультфильм был отреставрирован и заново переозвучен компаниями ООО «Студия АС» и ООО «Детский сеанс 1». В новой версии была полностью заменена фонограмма, к переозвучиванию привлечены современные актёры, в титрах заменены данные о звукорежиссёре и актёрах озвучивания. Переозвучка была крайне негативно воспринята как большинством телезрителей[1][2], так и членами профессионального сообщества[3][4]. Качество реставрации изображения также иногда подвергается критике.
- Озвучивание 2001 года:
- Юльен Балмусов — Лев
- Владимир Конкин — Рассказчик
- Ирина Маликова — Лиса
- Виталий Ованесов — Осел